# Abierto Mexicano Telcel 2020
Abierto Mexicano Telcel 2020 var den 27:e upplagan för herrar och den 20:e upplagan för damer av Abierto Mexicano Telcel, en tennisturnering spelad utomhus på hard court i Acapulco, Mexiko. Turneringen var en del av 500 Series på ATP-touren 2020 och International på WTA-touren 2020.
Turneringen spelades på Princess Mundo Imperial mellan den 24–29 februari 2020.

## Mästare

### Herrsingel
- Rafael Nadal besegrade  Taylor Fritz, 6–3, 6–2

### Damsingel
- Heather Watson besegrade  Leylah Annie Fernandez, 6–4, 6–7(8–10), 6–1

### Herrdubbel
- Łukasz Kubot /  Marcelo Melo besegrade  Juan Sebastián Cabal /  Robert Farah, 7–6(8–6), 6–7(4–7), [11–9]

### Damdubbel
- Desirae Krawczyk /  Giuliana Olmos besegrade  Kateryna Bondarenko /  Sharon Fichman, 6–3, 7–6(7–5)